# Ruskin (Florida)
Ruskin es un lugar designado por el censo ubicado en el condado de Hillsborough en el estado estadounidense de Florida. En el Censo de 2010 tenía una población de 17.208 habitantes y una densidad poblacional de 340,04 personas por km².

## Geografía
Ruskin se encuentra ubicado en las coordenadas 27°42′28″N 82°25′22″O / 27.70778, -82.42278. Según la Oficina del Censo de los Estados Unidos, Ruskin tiene una superficie total de 50.61 km², de la cual 46.66 km² corresponden a tierra firme y (7.8%) 3.95 km² es agua.

## Demografía
Según el censo de 2010, había 17.208 personas residiendo en Ruskin. La densidad de población era de 340,04 hab./km². De los 17.208 habitantes, Ruskin estaba compuesto por el 71.71% blancos, el 9.12% eran afroamericanos, el 0.33% eran amerindios, el 1.33% eran asiáticos, el 0.06% eran isleños del Pacífico, el 15.28% eran de otras razas y el 2.17% pertenecían a dos o más razas. Del total de la población el 42.87% eran hispanos o latinos de cualquier raza.